# Круази (коммуна)
Круази́ (фр. Croisy) — коммуна во Франции, находится в регионе Центр. Департамент — Шер. Входит в состав кантона Неронд. Округ коммуны — Сент-Аман-Монтрон.
Код INSEE коммуны — 18080.
Коммуна расположена приблизительно в 220 км к югу от Парижа, в 130 км юго-восточнее Орлеана, в 36 км к юго-востоку от Буржа.

## Население
Население коммуны на 2008 год составляло 142 человека.
| 1962 | 1968 | 1975 | 1982 | 1990 | 1999 | 2008 |
| ---- | ---- | ---- | ---- | ---- | ---- | ---- |
| 191  | 206  | 180  | 149  | 107  | 130  | 142  |

## Экономика

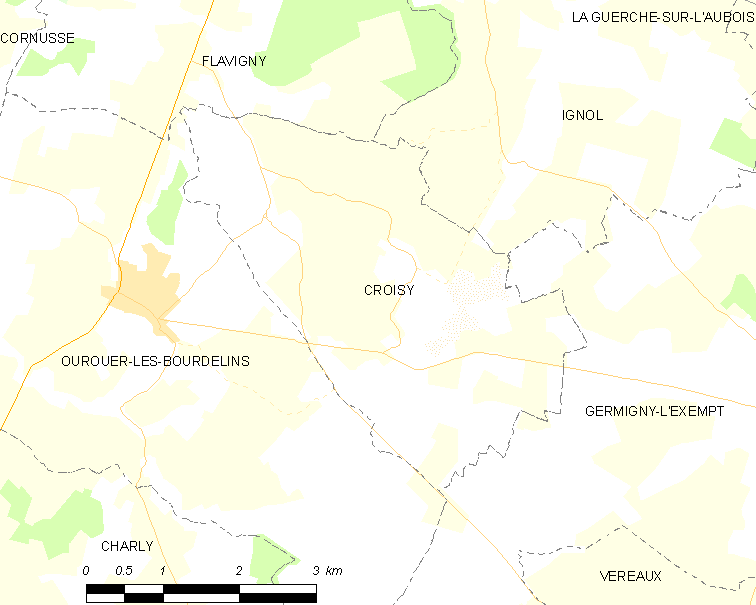
Карта коммуны

В 2007 году среди 81 человека в трудоспособном возрасте (15-64 лет) 57 были экономически активными, 24 — неактивными (показатель активности — 70,4 %, в 1999 году было 64,8 %). Из 57 активных работали 49 человек (28 мужчин и 21 женщина), безработных было 8 (1 мужчина и 7 женщин). Среди 24 неактивных 8 человек были учениками или студентами, 7 — пенсионерами, 9 были неактивными по другим причинам.